# Berberis muiscarum
Berberis muiscarum är en berberisväxtart som beskrevs av L.A. Camargo-g.. Berberis muiscarum ingår i släktet berberisar, och familjen berberisväxter. Inga underarter finns listade i Catalogue of Life.